# Adalbert II av Toscana
Adalbert II av Toscana, död 915, var en italiensk monark. Han var regerande markgreve i Toscana mellan 886 och 915.